# Nertjinsktraktaten
Nertjinsktraktaten (russisk: Нерчинский договор, kinesisk: 尼布楚條約) var den første traktat mellem Zar-Rusland og Qing-Kina. Den blev undertegnet den 27. august 1689 i den lille by Nertjinsk af Songgotu på vegne Kejser Kangxi og Fjodor Golovin på vegne de russiske zarer Peter den Store og Ivan 5. efter der forinden havde været væbnede sammenstød omkring floden Amur. 
Med traktaten blev grænsen mellem Zar-Rusland og Qing-Kina fastlagt til at løbe langs dele af Amurs bred og nord for Amur ved Stanovojbjergene. Ved traktaten opgav russerne dele af områderne nord for Amur, men fik bekræftet områderne ved Bajkalsøen. Traktaten blokerede Ruslands ambition om at sikre sig adgang til det Japanske Hav, men Rusland fik etableret handelsrelationer med Kina. Den russiske udpost Albazin skulle opgives. 
Forhandlingerne foregik for det meste, om ikke udelukkende, på latin, eftersom russerne havde en latinskkyndig tolk med sig, en polak, og russernes ambassadør Fjodor Aleksejevitj Golovin forstod latin, mens Qing-hoffets forhandlere havde de to jesuitpræster til at forestå forhandlingerne på latin. Aftalen blev officielt affattet på tre sprog: Russisk, latin og manchuisk. Der var imidlertid væsentlige forskelle mellem versionerne. Der blev også fremstillet en uofficiel kinesisk tekst. 
Aftalen blev stående i næsten to hundrede år, og der var fred mellem russere og kinesere langs denne lange grænse i hele den periode. Grænsen blev så revideret væsentligt i Ruslands favør med Aiguntraktaten (1858) og Pekingkonventionen (1860), som fastslog en russisk-kinesisk grænse omtrent som i dag. Disse aftaler regnes fremdeles fra kinesisk side som del af de uligeværdige traktater som fulgte opiumskrigene og som Kina mener udnyttede Kinas svaghed på en uretfærdig og utilbørlig måde.  

## Historie
Fra omkring 1640 var russere gået ind i området omkring floden Amur fra nord, et område, som Qing-dynastiet anså som deres. Qing-dynastiet var på det tidspunkt begyndt sin erobring af Ming-dynastiet, og havde derfor mindre interesse i området, der var beboet af daurerne. Russerne havde under kossaklederen JerofeJ Khabarov etableret sig i området og havde i 1651 etableret et fort i byen Alberzin. I 1680'erne havde Qing-dynastiet afsluttet erobringen af Egentlige Kina og havde elimineret de sidste arvestater fra Ming-dynastiet i syd. Efter at Qing-dynastiet havde opnået kontrol med Kina, hvad de i en position, hvor de kunne håndtere den russiske ekspansion i Manchuriet. Det kom til væbnede sammenstød og i 1685 belejrede Qing-kineserne Alberzin, der måtte endeligt opgives af russerne året efter. 
Efter sejren ved Albazin i 1685 sendte Qing-regeringen to breve til zaren (på latin), der foreslog fred og krævede, at russiske indvandrere forlod Amur. Den russiske regering var på det tidspunkt fokuseret på forholdene mod vest, hvor Rusland netop havde tilsluttet sig Den Hellige Liga mod Det Osmanniske Riges ekspansion i Europa og forberedte den næste krig mod osmannerne. Begivenhederne i det øde og fjerntliggende Fjernøsten havde mindre prioritet, og Rusland vidste, at Amur ikke kunne forsvares. Zaren sendte herefter Fjodor Golovin østpå som befuldmægtiget til på zarens vegne at opnå en fredsaftale med Qing-dynastiet. Golovin forlod Moskva i januar 1686 med 500 streltsy og nåede Selenginsk nær Bajkalsøen i oktober 1687, hvorfra han sendte kurerer videre. Det blev aftalt, at mødet skulle finde sted i Selenginsk i 1688, men der opstod kampe mellem vestlige og østlige mongoler i området mellem Selenginsk og Peking, hvorfor de russisk-kinesiske forhandlingerne måtte udskydes og flyttes. For at undgå kampene flyttede Golovin østpå til Nertjinsk, hvor forhandlingerne kunne finde sted. Qing-tropper på mellem 3.000 og 15.000 soldater under kommando af Songgotu forlod Peking i juni 1689 og ankom i juli. Forhandlingerne blev indledt den 22. august og blev afsluttet den 6. september.
Forhandlingerne fandt sted på latin. Russerne havde en latinskkyndig polak med sig og kineserne havde to jesuitpræster med sig. Forhandlingerne fandt sted i to telte opstillet ved siden af hinanden, således at man ikke kunne se, at parterne mødtes. For at opnå russisk accept af traktaten, måtte kineserne acceptere en opblødning af den faste diplomatiske praksis fra Ming-dynastiet, at den ikke-kinesiske part skulle acceptere en traktat, der karakteriserede udlændingen som underlegen eller undergiven. Det iøjnefaldende fravær af et sådant sprogbrug i Nertjinsktraktaten, sammen med det lige så iøjnefaldende fravær af kinesisk sprog, tyder på, at Kangxi-kejseren bevidst brugte manchu-sproget til at omgå sit mere konservative han-kinesiske-bureaukrati.
Qing-dynastiet havde som mål at fjerne russerne fra Amur. Kineserne var interesserede i Amur, da det var den nordlige grænse til det oprindelige Manchu-hjerteland. De havde mindre interesse i området vest for Argun, da det dengang blev kontrolleret af Oiraterne. Kangxi-kejseren ønskede også at opnå en fredsaftale med Rusland for at kunne koncentrere sig om at frigøre sine kræfter til at håndtere dzungar-mongolerne i Centralasien, der rykkede frem i Mongoliet mod hans nordvest. Qing-dynastiet ønskede også en markeret grænse for at forhindre nomader og fredløse i at flygte over grænsen.
På den russiske side vidste man, at det var umuligt at forsvare Amur, og man var i stedet interesserede i at sikre indbringende handel, noget som Kangxi-kejseren blokerede for, så længe der ikke var en afklaring af grænsestriden. Golovin accepterede at afgive Amur mod til gengæld at få kejserens accept af besiddelserne øst for Bajkal samt adgang for russiske handelsfolk på de kinesiske markeder

## Fastlæggelse af grænsen
Ved traktaten blev grænsen mellem de to riger fastlagt til at løbe langs Argun mod nord til dens sammenløb med Sjilka-floden, op ad Sjilka til Gorbitsa-floden, op ad Gorbitsa til dens udspring, derefter langs det øst-vestlige vandskel gennem Stanovojbjergene og ned ad Uda-floden til Okhotskhavet.
Grænsen vest for Argun blev ikke fastlagt; området var kontrolleret af Oiraterne. Hverken russerne eller kineserne havde præcis viden om, hvor Udafloden havde sit løb.

## Traktatens indhold
Traktaten havde seks paragraffer: 
1. Fastlæggelse af grænsen. De områder, der er ukendte ved traktatens indgåels, men som senere udforskes, skal fordeles ad diplomatisk vej.
2. Albazin skal forlades og ødelægges. Jægere og andre, der ulovligt krydser grænsen skal retsforfølges af hvert af de to riger, og skal henrettes, men sådanne individuelle lovbrydere skal ikke give anledning til krig mellem de to riger
3. Tidligere uenighed skal være glemt. Ingen af de to riger vil modtage fredløse fra hinanden. Fanger fra før traktatens indgåelse skal udveksles
4. Russere, der ankom før traktaten kan forblive i de områder hvor de opholder sig, derfor at blive, dem, der ankommer efter traktaten, skal sendes tilbage.
5. Handlende med korrekte dokumenter kan rejse ind i de to riger.
6. Fastslåelse af opnåelse af fred og evigt venskab. Der skal rejses grænsesten langs grænsen på kinesisk, russisk og latin.

## Økonomiske aspekter
Traktaten var "en triumf for interkulturel forhandling", der gav russere adgang til kinesiske markeder for dyre pelse; Russerne købte porcelæn, silke, guld, sølv og te samt med proviant til de nordlige garnisoner. Handlen mellem de to riger skabte et multietnisk miljø i Nertjinsk og Kjakhta i Sibirien med et samspil mellem russiske, centralasiatiske og kinesiske kulturer. Handelen udvidede den europæiske økonomiske ekspansion dybt ind i Asien. Rentabel handel blev formindsket i 1720'erne, fordi Peter den Stores politik begrænsede det private initiativ og afsluttede Sibiriens rolle som et vigtigt økonomisk bindeled mellem Vesten og Østen.

## Senere udvikling
Russisk interesse for området ved Amur-floden genopstod i 1750'erne. I 1757 blev Fjedor Sojmonov sendt ud for at kortlægge området. Han kortlagde floden Sjilka, der delvist var på kinesisk territorium, men blev vendt tilbage, da han nåede dens sammenløb med Argun. I 1757 blev Vasilij Bradisjtjov sendt til Peking for at undersøge muligheden for at benytte Amur. Han blev modtaget hjerteligt, men fik et klart nej. Derefter blev sagen opgivet.
Under Kinas svækkelse i midten af 1800-tallet indgik Kina og Det Russiske Kejserrige i 1858 Aiguntraktaten, hvor Rusland under trussel om krig overtog en den østlige del af Manchuriet, et område på omkring 600.000 km2.
To år efter, i 1860, led Kina nederlag til Storbritannien og Frankrig under den anden opiumskrig. Rusland deltog ikke aktivt militært i konflikten, men udnyttede Kinas svage stilling til at indgå en traktat (Tientsintraktaten, en del af Pekingkonventionen), hvorefter Qing-dynastiet overdrog alle områder nord for Amur og øst for Ussuri til Det Russiske Kejserrige, ca. 910,000 km2 af Kinas territorium.

## Ekstern henvisning
- The Russian-Chinese Border: Today’s Reality Arkiveret 7. september 2006 hos  Wayback Machine